# Angus MacKay
Angus MacKay (Lima, 1939 - 29 de octubre de 2016) fue un historiador medievalista e hispanista del Reino Unido, de origen escocés. Su ámbito de interés era la Baja Edad Media en España.
Fue cuatro años lecturer in history en la University of Reading, y el resto de su carrera docente la ha desempeñado en la University of Edinburgh, donde obtuvo el grado de Doctor of Philosophy en 1970. En 1986 sucedió como Professor of Medieval History a su mentor, Denys Hay.

## Obra
- Love, religion, and politics in fifteenth century Spain by Ian Macpherson and Angus MacKay. Leiden; Boston: Brill, 1998. ISBN 90-04-10810-6[3]
- Atlas of medieval Europe edited by Angus Mackay with David Ditchburn. London; New York: Routledge, 1997. ISBN 0-415-12231-7[4]
- The Spanish world: civilization and empire, Europe and the Americas, past and present edited by J.H. Elliott; texts by Angus MacKay… ET to.. New York: H.N.Abrams, 1991. ISBN 0-8109-3409-4
- The Hispanic world; civilization and empire: Europe and the Americas: past and present  edited by J.H. Elliott; texts by Angus Mackay… ET to.. London: Thames and the Hudson, 1991 (hay traducción al español: Barcelona: Crítica, 1991)
- The impact of humanism on Western Europe edited by Anthony Goodman and Angus MacKay. London; New York: Longman, 1990 (1993 printing) ISBN 0-582-50331-0[5][6][7]
- Medieval frontier societies edited by Robert Bartlett and Angus MacKay. Oxford England: Clarendon Press; New York: Oxford University Press, 1989 ISBN 0-19-822881-3[8]
- Society, economy, and religion in annoys medieval Castile Angus MacKay. London: Variorum Reprints, 1987. ISBN 0-86078-209-3
- Things removed from the History of king Don Juan the Second (BL MS Egerton 1875) edited by Angus MacKay and Dorothy Sherman Severin. [Exeter]: University of Exeter, 1981.
- Money, prices, and politics in fifteenth-century Castile Angus MacKay.London: Royal Historical Society, 1981. ISBN 0-901050-82-2
- Spain in the Middle Ages: from to frontier to empire, 1000-1500 Angus MacKay. New York: St. Martin's Press, 1977. ISBN 0-333-12817-6[9] (hay traducción al español: La España de la Edad Media, desde la frontera hasta el imperio (1000-1500), Madrid: Cátedra, 1985, ISBN 84-376-0244-0)